# Erharting
Erharting település Németországban, azon belül Bajorországban. Lakosainak száma 951 fő (2023. december 31.).

## Népesség
A település népessége az elmúlt években az alábbi módon változott:
| Lakosok száma | 471  | 1030 | 976  | 820  | 904  | 933  | 945  | 949  | 912  | 951  |
|               | 1875 | 1950 | 1975 | 1987 | 2012 | 2014 | 2016 | 2017 | 2021 | 2023 |